# ブランニューモンキーズ
ブランニューモンキーズ（BRAND NEW MONKEYS）は日本のラップユニットである。
テレビ番組「えびす温泉」をきっかけに、1995年、ビクターエンタテインメントよりメジャーデビュー。1996年解散。アミューズに所属していた。

## メンバー
- 井手功二
- 今貴男（MC KON）

## ディスコグラフィー

### アルバム
- 痛快悪童～ワイルド・チャイルド～（1995年5月24日発売） - レーベル：ビクターエンタテイメント、規格品番：VICL-5274
- UCLA～Upper Cut Lyric Association（1996年7月24日発売） - レーベル：ビクターエンタテイメント、規格品番：VICL-5329

### シングル
- あれいいじゃん!（1995年4月21日発売） - レーベル：ビクターエンタテインメント、規格品番：VIDL-198
- RAP MIYO-CHAN（1995年5月25日発売、Cha!K.A.T.O. with BRAND NEW MONKEYS名義。） - レーベル：ファンハウス、規格品番：FHDF-1483
- ヤングGO!GO!（1995年7月21日発売） - レーベル：ビクターエンタテイメント、規格品番：VIDL-210
- スケートボーイズ（1996年2月21日発売） - レーベル：ビクターエンタテイメント、規格品番：VIDL-223
- WILD CHILD（1996年6月21日発売） - レーベル：ビクターエンタテイメント、規格品番：VIDL-233